# Les Fugitifs (Prison Break)
Pour les articles homonymes, voir Les Fugitifs.
Les Fugitifs est le vingt-deuxième épisode du feuilleton télévisé Prison Break. C'est le dernier épisode de la première saison. 

## Résumé
L'alerte générale est donnée à Fox River. N'ayant pu réussir à s'échapper, Manche est contraint de révéler aux gardiens les noms des huit évadés. En arrivant à l'infirmerie, Pope ne peut que constater la mort de Charles Westmoreland. Peu après, au milieu du brouhaha des prisonniers, fiers de la réussite de leurs congénères, il découvre le trou dans la cellule de Michael et Sucre. Enfin retrouvé, Bellick est fou de rage et part à la recherche des évadés en compagnie des autres gardiens et policiers. Ils s'éloignent tous de la prison en voiture pendant que les évadés attendent patiemment leur départ. Michael et son équipe récupèrent un fourgon derrière un vieux moulin, qu'un homme d'Abruzzi avait placé à leur intention et en profitent pour abandonner Haywire. Comme prévu, la rue Fitz est totalement dégagée. 
Alors qu'ils roulent en direction de l'aérodrome, T-Bag, suspectant Abruzzi de vouloir l'assassiner, se menotte à Michael. Il rappelle à Abruzzi qu'il ne peut pas le tuer car il a besoin de Michael pour retrouver Fibonacci. Avant que Michael et John Abruzzi ne puissent réagir, il avale la clé. 
À Fox River, Pope apprend que la serrure de la porte de l'infirmerie n'a pas été forcée et donc que quelqu'un l'a laissée ouverte pour les prisonniers. Un gardien lui confirme que Katy l'infirmière et le docteur Sara Tancredi sont les dernières personnes à être sorties de l'infirmerie. La suspectant d'avoir laissé la porte ouverte, Pope interroge durement Katy. Elle nie farouchement mais refuse d'en dire plus. Le directeur la menace alors de la renvoyer si elle n'avoue pas la vérité. Réticente, elle finit par lui révéler que « Sara... had a thing for Scofield » (« Sara... avait un faible pour Scofield. »). À quelques kilomètres de l'aérodrome, le fourgon s'embourbe dans un chemin forçant les évadés à continuer à pied. Michael dit à Tweener de ne pas les suivre, il estime qu'il a payé sa dette mais il ne lui pardonne pas sa trahison. Tweener prend donc une autre direction. Il court dans la forêt et parvient jusqu'à une route barrée. Pendant que les policiers contrôlent les voitures, Tweener se glisse subrepticement dans une remorque transportant des chevaux. La route étant dégagée, le camion redémarre en direction de Saint-Louis. 
Pendant ce temps, sous les yeux d'une petite fille, Haywire vole dans le garage d'une maison un vélo. Muni d'un casque de footballeur américain, il pédale tant bien que mal à travers les bois.
Les fugitifs trouvent un hangar sur leur chemin. Dès que Michael et T-Bag les rejoignent, Sucre, C-Note, Lincoln et Abruzzi utilisent une pince pour casser les menottes. Constatant leur échec, T-Bag rit en se moquant d'eux. Mais son rire est interrompu par la vision d'Abruzzi qui s'approche avec une hache. Le mafioso tranche sa main sans hésitation. T-Bag hurle de douleur tandis que les autres détenus restent pétrifiés d'horreur. Un homme ayant entendu le cri de T-Bag, ils doivent s'enfuir de nouveau en laissant T-Bag près de sa main ensanglantée. Quelques instants plus tard, celui-ci erre dans les bois en essayant de rejoindre les autres jusqu'à l'aérodrome. 
La police arrive jusqu'à l'appartement de Sara. N'ayant pas de réponse, ils pénètrent de force et découvrent la jeune femme livide sur son canapé, manifestement victime d'une overdose. A Washington, Caroline Reynolds devient le nouveau président des États-Unis à la suite de la mort du président Richard Mills par « arrêt cardiaque ». En participant à l'empoisonnement de Mills, elle est maintenant à l'abri de représailles du Cartel. Sa première décision est de renvoyer Samantha Bricker. Pendant ce temps, Veronica Donovan arrive à Blackfoot dans le Montana où elle essaie de joindre sans succès Nick Savrinn au téléphone.  Entrant dans une grande maison isolée, elle découvre Terrence Steadman assis dans un fauteuil à bascule et lui fait face. 
Toujours pourchassés par la police, les fugitifs ne réussissent pas à faire démarrer une voiture. Ils continuent leur course dans les bois et se dirigent vers l'aérodrome où les hommes d'Abruzzi s'impatientent et ont peur d'être repérés. Au moment où ils parviennent enfin sur la piste d'atterrissage, ils assistent impuissants au décollage de l'avion. Tandis que les sirènes des voitures de police retentissent près d'eux, Michael leur conseille fermement de courir. La saison finit avec les fugitifs courant à travers champs poursuivis à pied et dans les airs par les forces de police.

## Informations complémentaires

### Chronologie
- Les évènements de cet épisode se déroulent dans la nuit du 27 au 28 mai.

### Culture
- Le titre original de cet épisode, Flight, fait référence à une expression américaine : « Flying the coop » qui signifie « s'évader de prison », mais également à l'avion (« the flight ») que les évadés doivent absolument rejoindre.
- Quand T-Bag est menacé d'un revolver par Abruzzi, ce dernier l'appelle Johnny Boy, référence au personnage de la série Les Sopranos

### Erreurs
- Pendant l'évasion dans l'épisode précédent, Michael vole l'uniforme de Bellick afin de pouvoir rentrer dans l'aile psychiatrique. Normalement, Bellick aurait dû être retrouvé déshabillé au début de l'épisode, ce qui n'est pas le cas puisqu'il est toujours en costume !
- Dans l'épisode précédent, Sucre quitte sa cellule en remettant le lavabo en place. Or, au début de l'épisode, on voit que le lavabo n'a pas été remis en place, exposant le trou à tout le monde, au moment où Pope vient inspecter la cellule juste après l'évasion !
- Après que les évadés ont quitté la route pour éviter la barrage de police, on voit Sucre qui est secoué par la camionnette qui roule sur le chemin de forêt. Or, Michael qui est assis juste à côté n'est quant à lui pas du tout secoué.
- Quand Abruzzi coupe la main de T-Bag afin de le séparer de Michael, Michael garde les menottes à son poignet. Or, dans la scène suivante, quand ils passent sous un pont pour rejoindre l'aérodrome, Michael n'a plus de menottes au poignet.
- Tout à la fin de l'épisode, juste après que l'avion est parti, lorsque l'on voit les voitures de police arriver de tous les côtés, une des voitures de police traverse un grillage qui a dû être ajoutée sur la bande après le tournage.

### Divers
- Cet épisode relate les premières heures après l'évasion de Michael Scofield et de sept autres prisonniers de la prison de Fox River.
- Sarah Wayne Callies, Muse Watson, et Frank Grillo sont mentionnés dans la distribution de cet épisode même s'ils n'apparaissent que très brièvement inanimés et n'ont aucune ligne de dialogue.
- Menacée par le cartel, Caroline Reynolds décide de faire assassiner le président Richard Mills. Par conséquent, elle prête serment en tant que 46e Président des États-Unis.
- Durant toute la saison, les scènes sont entrecoupées de plans de course à travers les dédales de la prison. Suivant cette logique, la dernière prise de vue montre l'image d'un passage à travers un trou et sortant de la prison.

## Accueil critique
L'épisode a été suivi par 9,9 millions de téléspectateurs aux États-Unis et 7,3 millions en France, soit 27,5 % de parts d'audience.
Dans sa chronique, le journaliste de Commeaucinema a trouvé la « fin électrisante. (...)   Lorsqu’ils approchent de l’aérodrome, on se demande toujours qui va pouvoir monter dans le petit avion. La réponse vient rapidement et tristement quand l’avion s’envole, vide, laissant sur le tarmac les hommes recherchés. Michael Scofield - joué par le magnifique Wentworth Miller - qui a toujours un plan B explique la suite des événements en trois mots "Maintenant, on court." ». Le magazine Télé Loisirs a également été enthousiasmé par cet épisode: « Sur fond de trahisons révélées, de nouvelle conspiration politique, de meurtre et d'évasion rocambolesque, la fin de la saison 1 est à la hauteur des attentes d'un public de plus en plus accro! ».